# エドガー (スコットランド王)
エドガー（Edgar, 1072年 - 1107年1月8日）は、スコットランド王（在位：1097年 - 1107年）。マルカム3世とイングランド王（サクソン人王）エドマンド2世の息子エドワード・アシリングの娘マーガレットの三男。ダンカン2世の異母弟、エドワード、エドマンドの同母弟、エゼルレッド、アレグザンダー1世、イーディス（マティルダ）、メアリー、デイヴィッド1世の同母兄。

## 生涯
1093年に父が戦死して叔父のドナルド3世が王位を簒奪するとイングランドへ逃れ、イングランド王ウィリアム2世に保護された。翌1094年にイングランドの支援で叔父を追放して異母兄ダンカン2世を即位させたが、叔父がダンカン2世を暗殺して王位に復帰したため再度イングランドへ亡命、1097年に再びウィリアム2世の支援を受けて、母方の叔父のエドガー・アシリングと共にドナルド3世廃位の軍を起こし、ドナルド3世を捕らえ両目を潰して廃位、ドナルド3世の共同統治者だった同母兄エドマンドも退けた上で王位に就いた。
エドガーはイングランドに対して従順な姿勢をとる一方で、1098年にはノルウェー王マグヌス3世に屈服して、キンタイアやヘブリディーズ諸島といった西部領域をノルウェー領として認めた。こうした弱腰の外交のため、エドガーは「平和愛好者」と呼ばれた。親イングランド政策を採った背景には1100年に妹マティルダがウィリアム2世の弟ヘンリー1世と結婚したことが挙げられる。また、彼はエディンバラ城をスコットランド王の王宮として使用した最初の王として知られる。
エドガーは生涯を独身で通し、次弟アレグザンダー（アレグザンダー1世）を後継者に指名した。1107年、エディンバラ城で没した。遺言通りアレグザンダー1世が即位したが、スコットランドの北部はアレグザンダー1世が、南部は末弟デイヴィッド（後のデイヴィッド1世）が統治することになった。